# City of Blue Mountains
City of Blue Mountains — Район местного самоуправления в Австралии основанный 1 октября 1947 года на окраине восточно-южной части в административном центре Катумба с населением 78 121 человек (2021 год) с площадью 1431,144 км² в регионе Blue Mountains, Greater Western Sydney.Текущий мэр города — Марк Гринхилл, находящийся на должности мэра с 17 сентября 2013 года.    

## [5]Примечания
1. ↑  https://www.bmcc.nsw.gov.au/action-on-climate-change
2. ↑  https://www.bluemountainsgazette.com.au/story/5932507/blue-mountains-council-declares-a-climate-emergency/
3. ↑  Blue Mountains // (unknown type) — Австралийское бюро статистики, 2022.
4. ↑  Австралийское бюро статистики — 1974.
5. ↑  Home | Blue Mountains City Council (англ.). www.bmcc.nsw.gov.au (14 февраля 2025). Дата обращения: 27 февраля 2025.

1. ↑  World Heritage-listed Destination | Visit Blue Mountains. www.visitbluemountains.com.au. Дата обращения: 27 февраля 2025.
2. ↑  Blue Mountains Library. library.bmcc.nsw.gov.au. Дата обращения: 27 февраля 2025.